# Alte Äspetbrücke

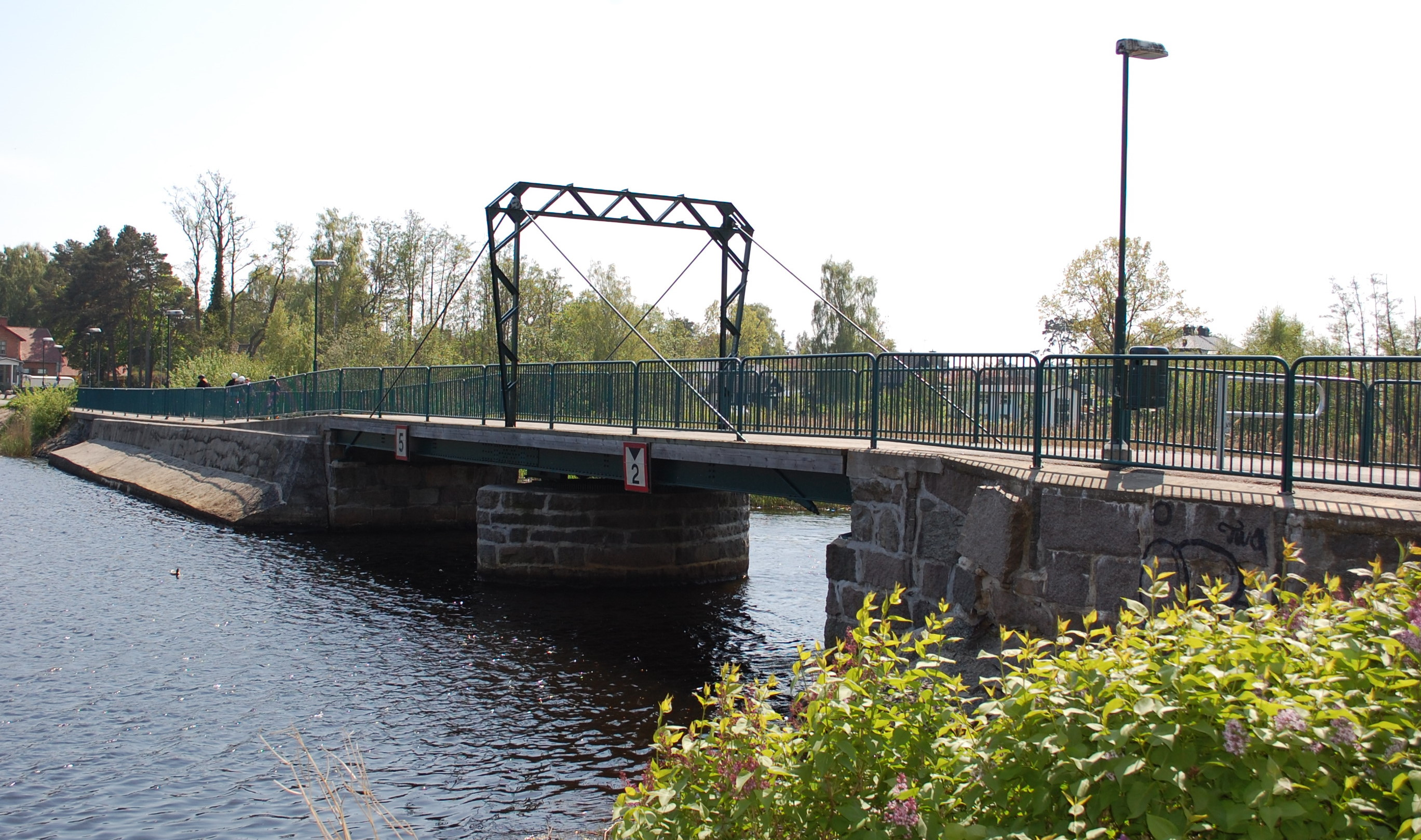
Alte Äspetbrücke

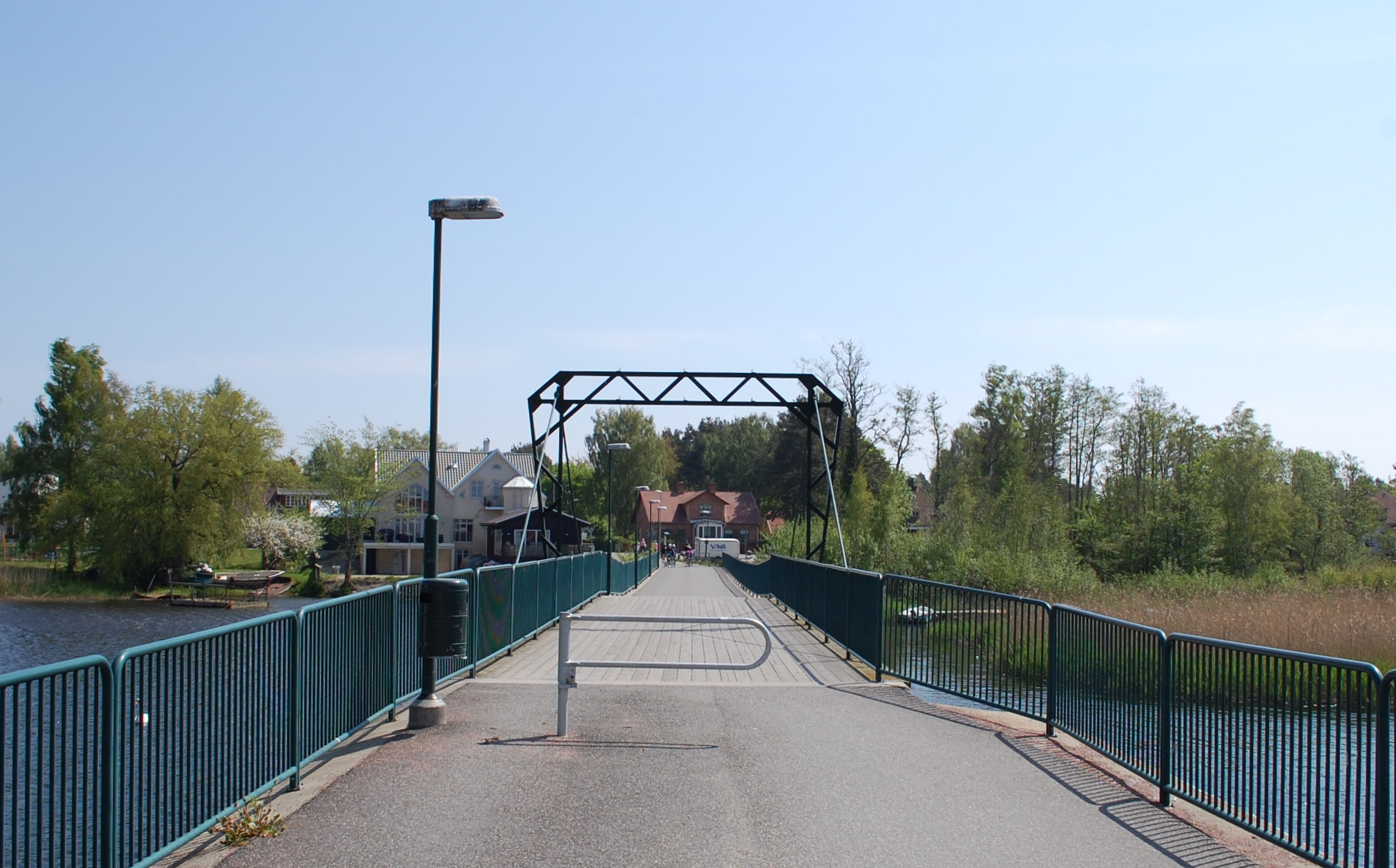
Blick auf die Brücke

Die Alte Äspetbrücke (schwedisch Gamla äspetbron) ist eine Brücke im schwedischen Åhus in der Gemeinde Kristianstad.
Sie überbrückt den Helge å westlich des Åhuser Hafens. Der Helge å mündet etwas weiter östlich in die Ostsee. Die Brücke verbindet die Åhuser Altstadt mit dem südlich hiervon gelegenen Stadtgebiet Äspet. Sie ist heute nur für Fußgänger- und Radverkehr zugelassen.
Der Bau der Brücke erfolgte 1908. Sie ersetzte eine bis dahin bestehende Fährverbindung. Die als Schwungradbrücke bezeichnete Brücke verfügte ursprünglich über ein Brückenwärterhaus, an dem eine Nutzungsgebühr von fünf Öre für Hin- und Rückweg erhoben wurde. Ein Brückenwärter war jedoch nur Anfang des 20. Jahrhunderts eingesetzt.
Später entstand westlich der Alten Äspetbrücke eine neue Brückenverbindung, über die heute der motorisierte Verkehr geführt wird.